# FC Küssnacht
Der Fussballclub Küssnacht am Rigi ist ein Fussballverein der Ortschaft Küssnacht am Rigi. 
Der Verein wurde 1946 gegründet und spielt momentan (2023/24) in der 2. Liga regional IFV, der sechsthöchsten Schweizer Liga. In seinen besten Jahren (bis 1999) spielte der FCK in der 1. Liga, der damals dritthöchsten Schweizer Liga. Aktuell hat der Club über 500 Aktiv- und Passivmitglieder, wobei rund 300 davon Junioren sind. Die Aktivmitglieder sind auf 27 Mannschaften verteilt.
Ein Highlight in der Vereinsgeschichte war am 22. Oktober 2005 der 2:1-Sieg im Sechzehntelfinale des Swisscom Cups gegen die Profimannschaft des FC St. Gallen aus der Axpo Super League, der höchsten Schweizer Spielklasse. In der nächsten Runde scheiterte das Team knapp gegen den FC Locarno aus der Challenge League.
In den letzten Jahren setzten die Junioren einige Akzente und 2020 / 2021 spielten alle Fanion-Teams der 11er-Junioren-Kategorien (A, B und C) in der höchsten (Junior League) oder zweithöchsten (1. Stärkeklasse) Stufe. 